# Tando Jam
Tando Jam est une ville du Pakistan, située dans le district d'Hyderabad dans la province du Sind.
Sa population était de 78 989 habitants en 2017. Selon le recensement de 2023, la population de la ville monte à 74 303 habitants.